# 肩章鯊
肩章鯊（學名：Hemiscyllium ocellatum），又名斑點長尾鬚鯊，屬於天竺鯊科，亦即竹鯊的一種。於西太平洋發現，生活於巴布亞新畿內亞及北澳大利亞的海域，亦出沒於馬來西亞、蘇門答臘（印尼）及位於南緯1°至26°之間的所羅門群島，水深50米的海底。牠們的長度約為1.07米。
肩章鯊普遍出沒於珊瑚礁的淺水帶，甚至在陸地，短留三小時，尤其在潮池。牠們會用鰭「步行」至潮汐池尋找獵物。牠的尾鰭有著明顯的近端凹刻。牠們主要獵食海底區的無脊椎動物。
牠們都是卵生的。牠們有著一種能在低氧的環境下，關掉一些非主要的腦部功能的能力。這種能力就像是在低氧的潮汐池獵食的適應能力。

## 分布及棲息地
肩章鯊的棲息範圍包括新幾內亞南部沿岸至澳洲北部沿岸，最南可至雪梨。在大堡礁的摩羯座群島中，光是赫倫島的珊瑚礁就估計約棲息有數千隻肩章鯊棲息於此。此外，在馬來西亞、蘇門答臘與所羅門群島亦有未經證實的目擊回報。肩章鯊所棲息的海域最深不會超過50（160英尺），有時甚至會出沒於極淺的水域當中。牠們偏好棲息於潮池與珊瑚礁中，尤其容易在鹿角珊瑚附近找到。

## 描述

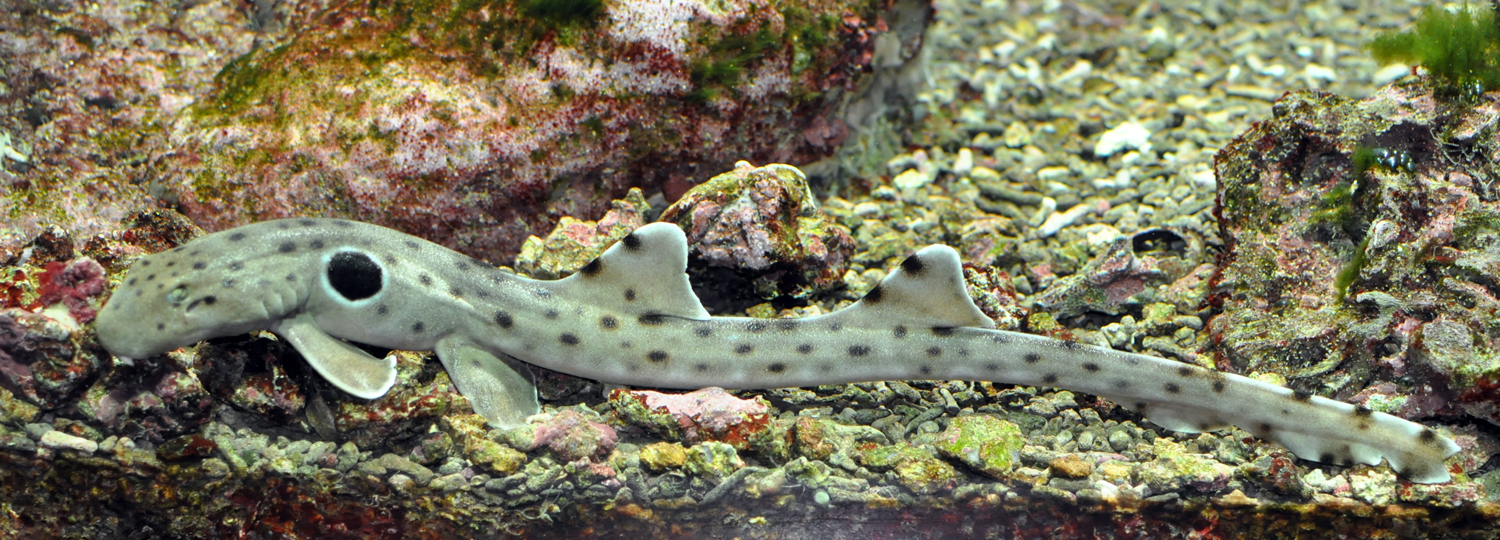
肩章鯊命名的由來來自於牠們胸鰭上方明顯的黑斑。

肩章鯊的體長約70至90（28至35英寸），最長可達107（42英寸），而尾柄與尾鰭則佔了體長的一半以上。口鼻部短而圓，鼻孔與一對魚鬚位於其末端，鼻孔至口之間有許多凹槽。上頜具有 26-35 排牙齒，下頜則具有 21-32 排牙齒，牙齒較小，呈三角形。眼睛位於頭部高位，呈橢圓形，兩眼底下各有一個噴水孔。五對鰓裂小而不明顯，其中第四及第五對鰓裂的位置十分相近。
肩章鯊的胸鰭與臀鰭寬而圓，並具有強壯的肌肉。背上具有兩大小相當的背鰭。臀鰭位於身體後部，緊鄰尾鰭。尾鰭僅有上葉，有明顯的腹端凹刻。成年的肩章鯊體色呈米色至褐色，具有深褐色的斑點。在胸鰭上方具有非常大而明顯具有白框的黑斑，這也是肩章鯊的名稱由來。幼體的肩章鯊全身具有明顯的深色橫帶，而這些橫帶會隨著年紀增長而逐漸褪去。
牠們以小型魚和蟹為主食。

## 外部連結
- Fishes of Australia: Hemiscyllium ocellatum （页面存档备份，存于）